# Murray Chatlain

Wappen von Murray Chatlain als Erzbischof von Keewatin-Le Pas

Murray Chatlain (* 19. Januar 1963 in Saskatoon, Saskatchewan) ist ein kanadischer Geistlicher und römisch-katholischer Erzbischof von Winnipeg.

## Leben
Murray Chatlain empfing am 15. Mai 1987 das Sakrament der Priesterweihe für das Bistum Saskatoon.
Papst Benedikt XVI. ernannte ihn am 23. Juni 2007 zum Koadjutorbischof von Mackenzie-Fort Smith. Der Apostolische Nuntius in Kanada, Erzbischof Luigi Ventura, spendete ihm am 14. September desselben Jahres die Bischofsweihe; Mitkonsekratoren waren der Bischof von Saskatoon, Albert LeGatt, und der Bischof von Mackenzie-Fort Smith, Denis Croteau OMI. Am 10. Mai 2008 wurde Murray Chatlain in Nachfolge von Denis Croteau OMI, der aus Altersgründen zurücktrat, Bischof von Mackenzie-Fort Smith.
Am 6. Dezember 2012 ernannte ihn Benedikt XVI. zum Erzbischof von Keewatin-Le Pas. Bis zur Ernennung eines Nachfolgers am 15. Oktober des folgenden Jahres war er zudem Apostolischer Administrator von Mackenzie-Fort Smith.
Papst Franziskus bestellte ihn am 30. Dezember 2024 zum Erzbischof von Winnipeg. Die Amtseinführung erfolgte am 4. April 2025.